# 下新院站
下新院站（韓語：하신원역）是朝鮮民主主義人民共和國慈江道狼林郡新院劳动者区的一個鐵路車站，属于江界线。

## 邻近车站
江界线
上新院站 - 下新院站 - 烏蔓洞站